# دوغلاس س. والر
دوغلاس س. والر (بالإنجليزية: Douglas C. Waller)‏ هو صحفي أمريكي، ولد في 1949.